# Chlorsilberpapier
Chlorsilberpapier ist ein Fotopapier, dessen lichtempfindliche Schicht Silberchlorid (Ag+Cl-) enthält, das früher auch als Chlorsilber bezeichnet wurde.
Silberchlorid (AgCl) gehört, wie Silberbromid (AgBr), Silberfluorid (AgF und AgF2) und Silberiodid (AgJ), zu den Silberhalogeniden. In der analogen Fotografie wurden die lichtempfindlichen Silberhalogenide: Silberchlorid (Chlorsilber), Silberbromid (Bromsilber) und Silberjodid (Jodsilber) zum Beschichten von Filmen und Fotopapieren verwendet.
Bei den Chlorsilberpapieren wird die lichtempfindliche Schicht in der Regel durch Mischen von Kollodium, in dem Chloride (Calciumchlorid, Lithiumchlorid, Magnesiumchlorid und andere) aufgelöst sind, mit einer alkoholischen Lösung von überschüssigem Silbernitrat unter Zusatz von Zitronensäure hergestellt. Das so gewonnene Chlorsilberkollodium, eine lichtempfindliche Mischung aus Kollodium, Silberchlorid und Silbernitrat, wird auf mattes oder glänzendes Rollenpapier (siehe Fotopapier) aufgegossen; dieser Überguss trocknet an der Luft schnell. Danach wird das Chlorsilberpapier in Rollen oder in kleinere Formate zerschnitten und lichtdicht verpackt. 
Die Haltbarkeit der Chlorsilberpapiere, ihre Lichtempfindlichkeit sowie der Farbton und die Gradation der Kopien hängen von dem Mischungsverhältnis zwischen Silbernitrat, Chlorid, Zitronensäure und eventuell andern Beimengungen sowie von der Zusammensetzung der Papierunterlage ab. 
Chlorsilberpapiere, die für den Kopierprozess dienen, werden auch als Chlorsilberkollodiumpapiere oder als Celloidinpapiere bezeichnet.
Chlorsilberpapiere ergeben einen neutralschwarzen Bildton, der sich mit geeigneten Entwicklern oder Entwicklerzusätzen in Richtung Blauschwarz beeinflussen lässt.